# Til alles bedste (film)
|  | Denne artikel er oprettet af botten Steenthbot ud fra en ekstern database. Den kan derfor have sproglige fejl eller mangler. Denne skabelon kan fjernes efter kontrol af indholdet. |

Til alles bedste er en dansk kortfilm fra 2010 instrueret af Per Krogh.

## Handling
Mathilde bliver tvunget til Sprogø pigehjem da hun er blevet gravid. Barnet fjerner de fra hende. Ude på Sprogø har hun et møde med overlægen, som spørger ind til hendes liv og virke. Mathilde afprøver forskellige metoder for at få at vide hvor hendes barn er, men forgæves og på grund af overlægens list, lader hun sig til sidst sterilisere.